# Psittacopasserae
Psittacopasserae è un taxon di uccelli costituito da Passeriformes (passeri e affini) e da Psittaciformes (pappagalli). Gli studi di Ericson e colleghi, analizzando il DNA genomico, hanno rivelato un lignaggio comprendente passeriformi, psittaciformi e falconiformi. Il gruppo è stato proposto seguendo un allineamento delle sequenze di introni nucleari di Shannon Hackett et al. (2008), ed è stato formalmente nominato in un articolo di Nature Communications del 2011 da Alexander Suh e altri autori che lavoravano con il gruppo di Jürgen Schmitz, basato sull'analisi genetica dell'inserzione di retroposoni nei genomi dei lignaggi chiave aviari, nel corso dell'evoluzione durante il Mesozoico.
I (possibili) nomi alternativi per questo gruppo sono Psittacimorphae (Huxley, 1867) e/o Passerimorphae (Sibley et al., 1988) anche se più probabilmente il primo più sarebbe corretto in quanto quest'ultimo incorporava altri ordini di uccelli che sono ora classificati in altri ordini.

## Considerazioni tecniche
L'analisi delle inserzioni di retroposoni offre un più alto grado di sicurezza nella classificazione di questi uccelli, poiché l'inserimento dei retroposoni è "praticamente omoplasico", poiché i retroposoni si inseriscono in posizioni casuali in tutto il genoma, mentre le mutazioni puntiformi nel ciclo del DNA si compongono solo di quattro possibili opzioni. Questo rende meno probabile che la coincidenza casuale o l'evoluzione convergente crei somiglianze illusorie tra gruppi non correlati. Tuttavia, la tecnica richiede dati genomici molto estesi - nel documento del 2011 sono stati esaminati circa 200.000 loci contenenti retroposoni per identificare 51 singoli eventi di retroposizione che sono presenti in alcuni uccelli ma non in altri.

## Importanza nell'evoluzione del canto degli uccelli
I passeriformi sono famosi come uccelli canori e i pappagalli sono ben noti per la capacità di apprendimento vocale. Quindi è possibile che l'apprendimento vocale e la corrispondente varietà di canto fossero presenti in un ipotetico antenato psittacopasseriano.